# Evi Vingerling
Evi Vingerling (Gouda, 20 april 1979) is een Nederlandse schilder die leeft en werkt in Amsterdam en Haarlem.  

## Opleiding en werk
Vingerling werd geboren in Gouda. Kort na haar geboorte verhuisde ze naar Georgia in de Verenigde Staten, waar ze opgroeide. Van 1998 tot 2002 studeerde ze aan de Koninklijke Academie van Beeldende Kunsten in Den Haag,  en van 2005 tot 2006 volgde ze een postacademische opleiding aan de Rijksakademie van Beeldende Kunsten. 
In haar jeugd in de Verenigde Staten lag de nadruk op natuur, liefdadigheid en religie. Op latere leeftijd ging Vingerling zich verdiepen in filosofieën, zoals bijvoorbeeld het taoïsme, die een grote invloed hadden op haar werk. Vingerlings abstracte schilderijen verwijzen naar de wereld om ons heen. Ze werkt met gouache of olieverf op doek, met minimale penseelstreken of gebaren.
Vingerlings werk is zowel nationaal als internationaal tentoongesteld. Haar werk was onder andere te zien in het Stedelijk Museum Amsterdam, Bonnefanten Museum in Maastricht en Wiels in Brussel. Daarnaast is haar werk opgenomen in de vaste collecties van het Stedelijk Museum Schiedam en het Boijmans Van Beuningen. 
In 2006 won Vingerling de Buning Brongers Prijs, In 2012 won ze de Koninklijke Prijs voor Vrije Schilderkunst.